# Teodor Koskenniemi
Teodor Koskenniemi   (Vihti, 5 de novembre de 1887 - Vihti, 15 de març de 1965) va ser un atleta finlandès que va competir a començaments del segle xx.
El 1920 va prendre part en els Jocs Olímpics d'Anvers, on va disputar tres proves del programa d'atletisme. En el cros per equips guanyà la medalla d'or, formant equip amb Paavo Nurmi i Heikki Liimatainen; en els 5.000 metres fou quart; i en el cros individual fou sisè.
Anteriorment, el 1919, va ser campió finlandès dels 5.000 metres.

## Millors marques
- 1.500 metres. 4'14.5" (1915)
- 5.000 metres. 15'17.0" (1920)
- 10.000 metres. 32'22.0" (1921)[2]